# معهد كيستون
معهد كيستون (كلية كيستون) هو منظمة مكرسة لدراسة العقائد الدينية والدول الشيوعية، في أكسفورد، إنجلترا. تأسس في عام 1969 من قبل مايكل بوردو.